# Haras national de Janów Podlaski
Stadnina Koni Janów Podlaski
Le Haras national de Janów Podlaski est le plus vieux haras de chevaux arabes de Pologne. Il héberge environ 500 chevaux. Ce haras est spécialisé dans la reproduction de chevaux de sang - mêlant Arabes et Anglo-arabes. Il organise chaque année des ventes aux enchères qui attirent des éleveurs et investisseurs polonais et étrangers, en particulier depuis les pays du Golfe. Le siège du haras est situé dans des écuries fondées en 1817, à Wygoda, près de Janów, à environ 2 kilomètres au nord-est de Janów Podlaski (siège de la gmina), 21 kilomètres au nord-est de Biała Podlaska (siège du powiat) et 116 kilomètres au nord-est de Lublin (capitale de la voïvodie).

## Histoire
La fondation de ce haras remonte aux guerres napoléoniennes, à la suite desquelles le nombre de chevaux en Pologne a fortement diminué. Afin de retrouver les effectifs perdus, le haras de Janów est établi en 1817. Jusqu'en 1994, ce haras fonctionne comme une ferme appartenant à l'État polonais, sous le nom de Haras Janów Podlaski. 
En 1939, les Nazis capturent ce haras, et avec lui un étalon de pure race Arabe nommé Witez, qu'ils envoient dans un haras nazi dans un objectif de reproduction, afin de donner naissance à un « super-cheval » pour Adolf Hitler,. Capturé par les Alliés, Witez est ensuite envoyé aux États-Unis, sans jamais revoir son pays d'origine,.
L’âge d'or du haras a eu lieu à la fin des années 1950, grâce au directeur en poste à partir de décembre 1939, Andrzej Krzyształowicz . Il se voit confier le soin des chevaux exportés par les Allemands. Il organise également la première vente aux enchères de chevaux arabes à l’automne 1969. Depuis lors, près de 1 000 Arabe polonais ont été vendus à l'étranger, générant de nombreuses devises pour le pays. Le plus grand succès financier a été la vente de l'étalon El Paso de Janów pour 1 million USD. 
De 2000 à 2016, Marek Trela est directeur du haras. 

### Tensions politiques sous le PiS
En février 2016, Marek Trela est limogé par le parti Droit et justice (PiS) au pouvoir en Pologne au motif de la mort par coliques de la jument Pianissima, pour être remplacé par Marek Skomorowski, un économiste peu familier des équidés, mais proche du nouveau parti,. Les éleveurs de chevaux arabes du pays s'expriment dans des lettres ouvertes pour demander le retour de Trela. En avril 2016, la mort de deux juments précieuses pousse l'épouse de Charlie Watts à retirer ses chevaux arabes de Janów Podlaski pour les rapatrier en Angleterre. Entre 2016 et 2018, le haras enregistre des pertes de l'ordre de 1,5 million de zlotys.
Il retrouve une certaine stabilité entre 2021 et 2023, sous une direction appréciée, mais la nomination en mars 2023 d'une directrice controversée (dixième changement de direction sur sept ans) entraîne un mouvement de protestation et une grève très suivie.

## Description

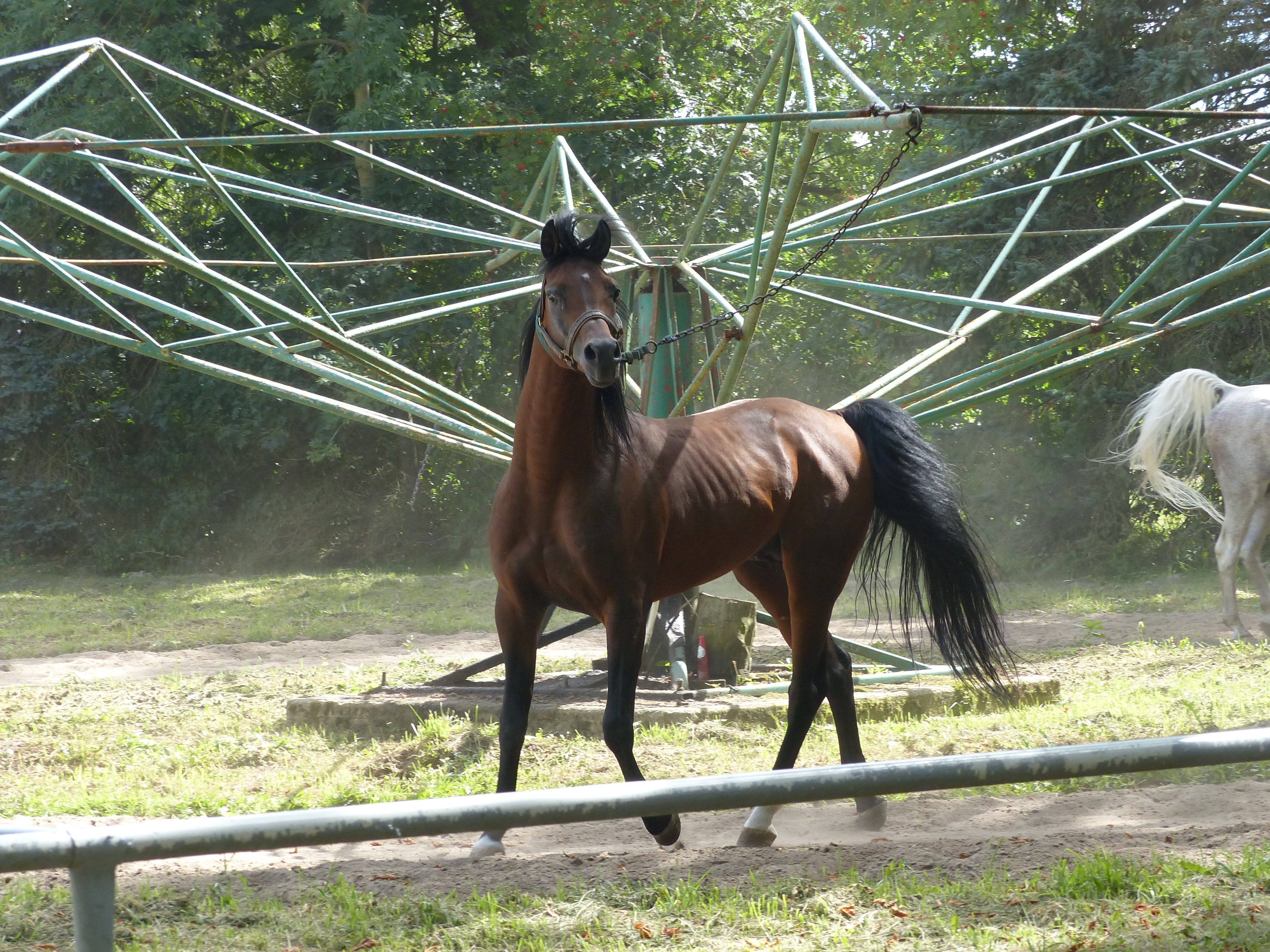
Cheval arabe bai dans un marcheur à l'entrée du haras.

Le haras est basé à Wygoda.  Il couvre une superficie de 2 500 ha, soit environ 18 % de la superficie de la commune de Janów Podlaski.